# Dziecinów

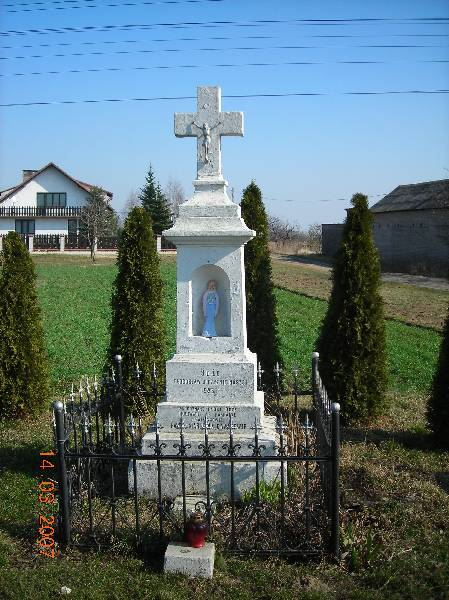
Kereszt Dziecinówban

Dziecinów egy falu Közép-Lengyelországban, Varsó és Puławy között, a Visztula-folyó mentén. Közigazgatásilag a Mazóviai vajdaság Otwocki járásához tartozó Sobiene-Jeziory községhez tartozik. Népessége 704 fő volt 2007-ben.

## Fekvése
A Visztula jobb partján fekvő falu Góra Kalwariától 6 km-re keletre fekszik, 94 méteres tengerszint feletti magasságban. A 801-es út Wilga (16 km), a 805-ös pedig Osieck (10 km) és Pilawa (17 km) felé teremt összeköttetést.

## Nevezetességek
- A második világháború áldozatainak emlékkápolnája.
- A falu mellett 2500 éves település nyomait tárták fel az ásatások.
- Dziecinowskie és Małosenie-tavak.

## Képtár

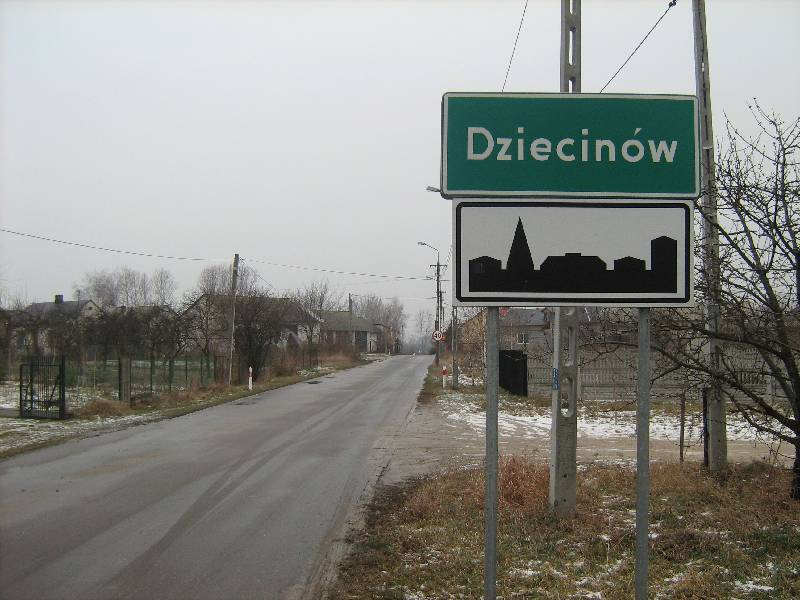
Falutábla
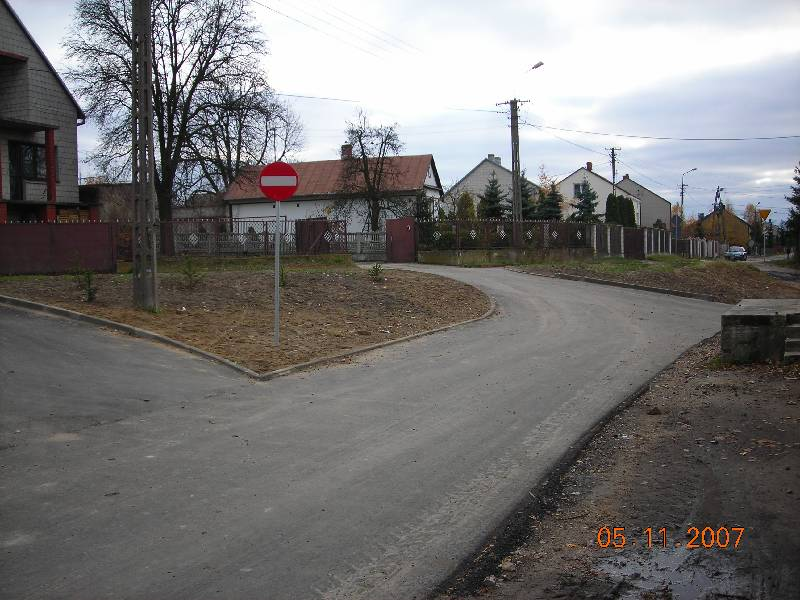
Faluközpont
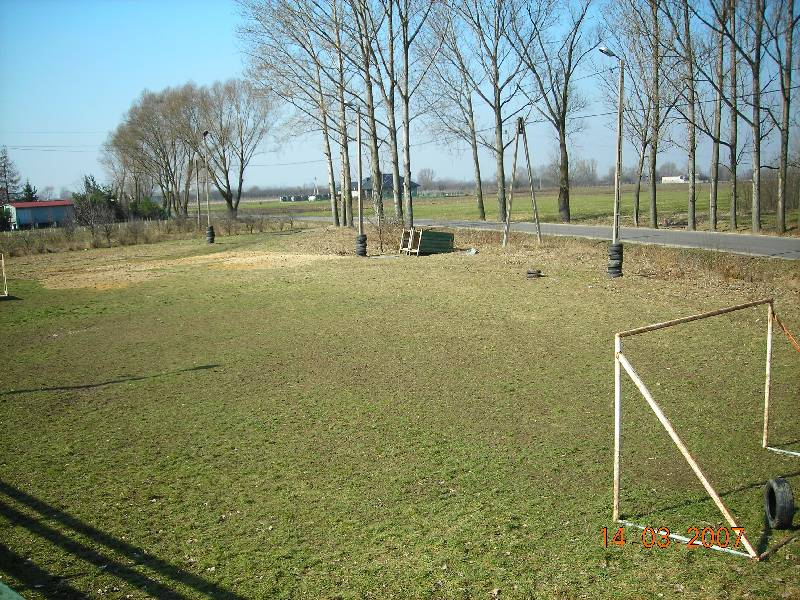
Futballpálya
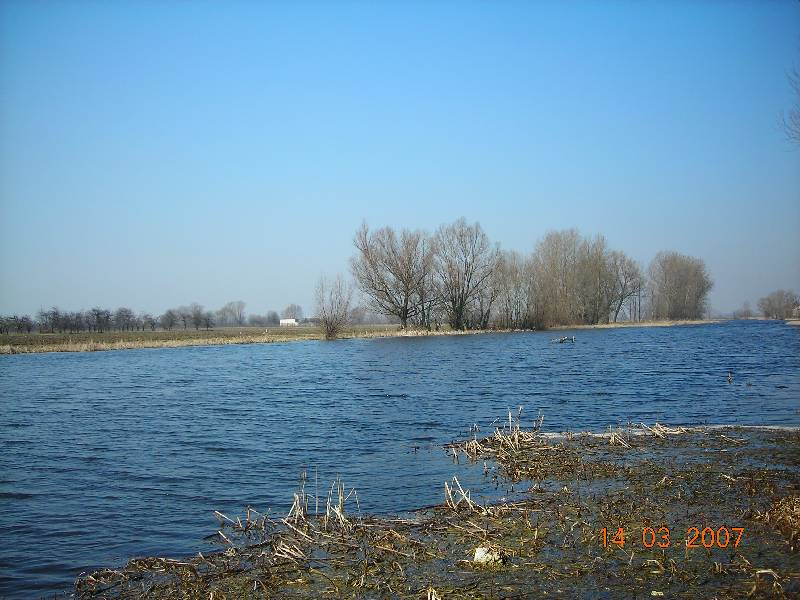
Dziecinowskie-tó